# Судзумэ, закрывающая двери
«Судзумэ, закрывающая двери» (яп. すずめの戸締まり Судзумэ но тодзимари) — полнометражный аниме-фильм от режиссёра и сценариста Макото Синкая, созданный компанией CoMix Wave Films. Работа над фильмом началась в 2020 году и проходила при участии аниматоров, ранее уже сотрудничавших с Синкаем. Кинотеатральный релиз состоялся в Японии 11 ноября 2022 года, 23 февраля 2023 года фильм показали на 73-м Берлинском кинофестивале.

## Сюжет
Сентябрь 2023 года. 17-летняя старшеклассница Судзумэ Ивато живёт со своей тётей в небольшом рыбацком городке на острове Кюсю. Однажды, направляясь в школу, она встречает молодого человека, ищущего местные заброшенные руины с «некоей дверью», поэтому она сообщает ему о заброшенном поблизости курорте и с любопытством следует за ним к этим развалинам. Там под разрушенным куполом она находит дверь, стоящую в одиночестве в раме, открыв которую, она обнаруживает внутри двери поле с чистым звёздным небом, в которое она не может войти. Затем она спотыкается о статую кота на полу и берёт её в руки, вынув из земли. Статуя превращается в настоящего кота и убегает. Испугавшись, Судзумэ мчится обратно в школу.
В обеденный перерыв Судзумэ замечает огромный столб дыма, растущий из места, где расположен заброшенный курорт, никто другой этот дым не видит. Примчавшись обратно, она находит того самого молодого человека, который изо всех сил пытается закрыть дверь, из которой дым и выходит. Судзумэ бросается ему на помощь, и вместе им удаётся закрыть дверь, но столб всё же успел упасть и вызвать 6-балльное землетрясение.
Судзумэ отводит раненого парня к себе домой, чтобы нанести повязку. Он представляется как Сота Мунаката. Внезапно на подоконнике появляется кот с курорта. Судзумэ предлагает ему остаться у неё, на что он человеческим голосом соглашается, но Соту превращает в трёхногий детский стул, на котором он сидел, потому что Сота «мешает». Оживший стул преследует кота до парома, который направляется в соседнюю префектуру — Эхиме, Судзумэ бежит за ними. Когда Сота и Судзумэ наконец настигают кота, он перепрыгивает на попутный катер.
Вечером Судзумэ созванивается со своей тётей Тамаки Ивато и говорит ей, что остаётся ночевать у своей подруги. Сота объясняет, что кот — это «краеугольный камень», и что дым, который на самом деле червь, высвободился из-за того, что кто-то вынул его из земли; Сота же — «затворитель»: он должен найти и запереть определённые двери в заброшенных местах по всей Японии, чтобы предотвратить высвобождение мощного сверхъестественного червя, способного вызывать землетрясения.
Достигнув Эхиме, Судзумэ и Сота находят в социальных сетях посты местных жителей, которые сфотографировали кота и назвали его «Дайдзин» (Министр). Познакомившись с местной девушкой Тикой Амабэ, они снова видят червя. Тика соглашается помочь новой подруге добраться до заброшенной школы, где Судзумэ и Сота успевают закрыть дверь до того, как червь упадёт на землю. Путники остались на ночь в доме Тики, гостинице «Амабэ» Судзумэ созванивается со своей тётей и говорит, что находится в Эхиме и что устроила себе «мини-каникулы». Тике она объясняет, что стульчик ей на день рождения смастерила мама, а некоторое время спустя Судзумэ потерялась, и когда нашлась, стульчик был при ней.
На следующий день, расставшись с Тикой, они едут автостопом в Кобе — фотографии с Министром появляются уже оттуда. Их подбирает женщина по имени Руми Ниномия, направляющаяся туда же, но взамен она просит Судзумэ присмотреть за её четырёхлетними детьми-близняшками, пока она работает в караоке-баре на первом этаже своего дома. В это время тётя Тамаки отправляется в путь за племянницей. Позже, соглашаясь помочь Руми справиться с наплывом гостей, Судзумэ замечает в баре Министра (остальные принимают его за человека), который ведёт её и Соту в заброшенный парк развлечений, где червь снова пытается выбраться из кабинки колеса обозрения. Им удаётся запереть дверь, и червь исчезает. Сота объясняет, что портал внутри двери ведёт в Вечность, место, куда души попадают после смерти.
Отследив Министра до Токио, Сота просит Судзумэ приехать в его квартиру. Там он рассказывает миф о черве Намадзу и о том, что он последний потомок семьи, которая на протяжении многих поколений отвечала за запирание всех дверей, ведущих в Вечность. Он говорит, что есть два каменных стража, которые запечатывают червя: западный принял облик кота — Министра, а местонахождение восточного неизвестно. Он также предупреждает, что если червь попытается появиться в Токио, это может вызвать землетрясение такой же силы, как Великое землетрясение Канто 1923 года. Пока они ищут в записях семьи Соты сведения о местонахождении восточного краеугольного камня, к Соте наведывается его друг Томоя Сэридзава — Сота пропустил важный экзамен на учителя, и он забеспокоился. В этот момент Судзумэ замечает новое появление червя и бежит к нему. Сота, которому Министр ранее наменул, что передал свою роль ему, прыгает прямо на червя, Судзумэ бросается за ним. Червь ширится и принимается орнаментальную круглую форму, нависая над Токио. Министр напоминает Соте, что теперь краеугольный камень — он, и стульчик каменеет. Судзумэ вынуждена использовать его, чтобы запереть гигантского червя и спасти миллионы людей от землетрясения.
Приходит в себя она в подземном храме, где расположена Токийская дверь. Сквозь проём виден Сота в Вечности, но войти она не может, поэтому запирает дверь. Когда Министр всё ей объясняет, Судзумэ злится, говорит, что ненавидит его, и требует больше не показываться ей на глаза. Затем она навещает в больнице дедушку Соты, Хицудзиро Мунакату, надеясь выяснить, как спасти Соту. Старик объясняет, что способность Судзумэ видеть червя и Вечность через двери означает, что в какой-то момент своей жизни она вошла в одну из дверей, и попасть в Вечность вновь сможет лишь через неё же.
Чтобы спасти Соту, Судзумэ решает найти эту конкретную дверь в своём родном городе в регионе Тохоку, который был разрушен во время землетрясения и цунами 2011 года, когда сгинули и её мать, и их дом. По пути на вокзал Судзумэ сталкивается с Сэридзавой, который тоже хочет найти Соту, и тётей Тамаки, которая намерена вернуть её на Кюсю. Судзумэ отказывается возвращаться, поэтому Тамаки решает поехать с ними на машине с Сэридзавой за рулём, и на заднее сидение запрыгивает Министр. Во время остановки по пути Судзумэ и Тамаки ссорятся из-за того, что Тамаки потратила на Судзумэ лучшие годы жизни и так и не завела отношения, но Судзумэ замечает, что Тамаки одержима Левым Министром (Садайдзином), восточным каменным стражем, который следует за ними до конца пути. Позже Тамаки ведёт Судзумэ к руинам её старого дома, где Судзумэ откапывает свой детсткий дневник и находит в нём подсказку к тому, где искать дверь. Оказавшись в Вечности, Садайдзин меняет свою форму и отвлекает червя, в то время как Судзумэ пытается разбудить Соту, который всё-таки возвращается в свою человеческую форму. Осознавая цену свободы, но сокрушаясь, что так и не смог стать котёнком Судзумэ, Министр жертвует собой, чтобы снова стать краеугольным камнем и навсегда запереть червя в Вечности. Сота же вонзает в червя вновь окаменевшего Садайдзина.
Издалека герои видят девочку. Судзумэ понимает, что это она сама, двенадцатилетней давности. Под ногами у неё обнаруживается трёхногий стульчик, подаренный ей матерью, и Судзумэ передаёт его маленькой себе, уверяя девочку, что этот стул даст ей силы преодолеть трагедию и продолжить расти. Судзумэ-девочка решает покинуть Вечность и вернуться в 2011 год, где её со стульчиком найдёт Тамаки. Судзумэ и Сота возвращаются в 2023 год. Сота уезжает в Токио, а Судзумэ и Тамаки отбывают на Кюсю, вновь навещая друзей, которых Судзумэ завела по пути.
Некоторое время спустя, уже в холодное время года, Судзумэ едет в школу. К своему удивлению, она снова сталкивается с Сотой в том же месте, где они впервые встретились.

## В ролях
- Судзумэ Ивато (яп. 岩戸 鈴芽 Ивато Судзумэ) — 17-летняя старшеклассница, которая живет со своей тётей Тамаки в тихом рыбацком городке в префектуре Миядзаки, расположенном на острове Кюсю.

Сэйю: Нанока Хара, Акари Миюра (маленькая Судзумэ)
- Сота Мунаката (яп. 宗像 草太 Мунаката Со:та) — молодой человек, который является «закрывателем дверей», отвечает за поиск волшебных дверей по всей Японии и за то, чтобы они были заперты, чтобы предотвратить ужасные стихийные бедствия.

Сэйю: Хокуто Мацумура
- Тамаки Ивато (яп. 岩戸 環 Ивато Тамаки) — родная тётя Судзумэ и младшая сестра её матери Цубамэ.

Сэйю: Эри Фукацу
- Минору Окабэ (яп. 岡部 稔 Окабэ Минору) — коллега Тамаки, который также работает в местном рыболовецком кооперативе.

Сэйю: Сёта Сомэтани
- Руми Ниномия (яп. 二ノ宮 ルミ Ниномия Руми) — мать-одиночка, которая живет в Кобе и одна воспитывает двух маленьких близнецов.

Сэйю: Сайри Ито
- Тика Амабэ (яп. 海部 千果 Амабэ Тика) — 17-летняя девушка из префектуры Эхиме, дочь владельцев мандариновой фермы.

Сэйю: Котонэ Ханасэ
- Цубамэ Ивато (яп. 岩戸 椿芽 Ивато Цубамэ) — мать Судзумэ и старшая сестра Тамаки.

Сэйю: Кана Ханадзава
- Хицудзиро Мунаката (яп. 宗像 羊朗 Мунаката Хицудзиро:) — дедушка Соты, госпитализированный в токийскую больницу.

Сэйю: Косиро Мацумото
- Томоя Сэридзава (яп. 芹澤 朋也 Сэридзава Томоя) — лучший друг Соты.

Сэйю: Рюносукэ Камики

## Создание
Разработка аниме началась в январе 2020 года. Сценарий был написан в период с апреля по август. Работа над раскадровкой продлилась с сентября 2020 по декабрь 2021 года. На середину декабря 2021 продолжалась отрисовка. В съёмочную группу входили аниматоры, ранее уже сотрудничавшие с Синкаем. Так, за дизайн персонажей отвечал Масаёси Танака («Твоё имя» и «Дитя погоды»), Кэнъити Цутия («Твоё имя») был режиссёром анимации, а Такуми Тандзи («Твоё имя» и «Сад изящных слов») — арт-директором.
20 сентября 2022 года было объявлено, что группа Radwimps, которая ранее работала с Синкаем над фильмами «Твоё имя» и «Дитя погоды», напишет музыку к фильму вместе с композитором Кадзумой Дзинноути. Также стало известно, что певица из TikTok Тоака записала вокал для заглавной песни «Suzume», которая дебютировала на музыкальных потоковых сервисах 30 сентября 2022 года. Саундтрек был выпущен в день выхода фильма, 11 ноября 2022 года. Его запись частично прошла в лондонской студии «Эбби-Роуд».

## Дистрибуция
«Судзумэ, закрывающая двери» выпущен в кинопрокат на территории Японии компанией Toho 11 ноября 2022 года как в обычных кинозалах, так и в формате IMAX. Предпоказ фильма в IMAX состоялся 7 ноября для зрителей, выбранных с помощью лотереи.
Crunchyroll, Sony Pictures и Wild Bunch приобрели права на глобальную дистрибуцию фильма: Crunchyroll займётся дистрибуцией в Северной Америке и совместно с Sony на территориях за пределами Азии (Toho распространяет в Восточной Азии), в то время как Sony и Wild Bunch будут совместно распространять фильм в Европе.
Выход на 4K Ultra HD, Blu-ray и DVD состоялся 20 сентября 2023 года.

## Кассовые сборы
К концу мая 2025 года фильм собрал 313 637 054 долларов по данным The Numbers, что сделало «Судзумэ, закрывающая двери» четвёртым в списке самых кассовых аниме. Box Office Mojo приводит другую сумму — 285 092 455 долларов.